# مایکل پادوانی
مایکل پادوانی (انگلیسی: Michel Padovani؛ زادهٔ ۲۱ ژانویهٔ ۱۹۶۲) بازیکن فوتبال اهل فرانسه است.
از باشگاه‌هایی که در آن بازی کرده‌است می‌توان به باشگاه فوتبال باستیا اشاره کرد.